# IS-1
IS-1（露：ИС-1 イーエース・アヂーン、ウクライナ語：ЙС-1 ヨートエース・オドィーン、ポーランド語：JS-1 ヨトエス・イェデン、独：JS-1 ヨットエス・アイン、英：JS-1 ジェイエス・ワン）は、1943年末から短期間生産されたソ連の重戦車である。「ИС/IS/JS」とは、当時のソ連の指導者ヨシフ・スターリン（Иосиф Сталин/Iossif Stalin/Joseph Stalin）のイニシャルであり、失脚した「KV」（ロシア語でКВ（カーヴェー）国防人民委員クリメント・ヴォロシーロフに代わる、政治的な意味とソ連最強の戦車であることを強調し命名された。
なお、ISとJSの違いについては、ISはロシア語（キリル文字）のИСをラテン文字に変換したものであるのに対し、JSはヨシフ・スターリンのイニシャルの英語やドイツ語での表記である。

## 概要
1943年の初め、鹵獲に成功したドイツのティーガーI戦車の戦闘力に衝撃を受けたソ連国防委員会は、これに対抗できる重戦車の開発を決定した。
重装甲化により機動性がますます悪化したKV-1重戦車の反省から、新型重戦車は装甲厚と火力を増強させながらも45t以内に収めるよう要求が出された。ソ連戦車に使われているシンプルな操行装置では、それ以上の重量では操作が重すぎ、故障も発生しやすいからである。
ニコライ・シャシムリン技師の設計チームは、KV-1とT-34両方の後継を目指し失敗した試作戦車KV-13と、KVの軽量型であるKV-1Sを発展させる形で、新型試作車オブイェークト233（武装：76.2mm砲）と234（武装：122mm榴弾砲）を作り上げた。機銃手兼無線手は廃止され、操縦手は車体前部中央に座る形となった（機銃は車体右前側に固定され、操縦手が発砲する）。直視型のバイザーブロックが付く前面装甲は、KV-13同様の大型鋳造部品となった。しかし、試験では操行装置やエンジン、また、転輪配置の間隔の問題で、特に軟弱な地面では激しい横揺れが発生し問題となった。転輪を片側6個に増やし改善した新型試作戦車オブイェークト237では砲塔が大型化され、52-K 85mm高射砲から発展した85mm戦車砲D-5Tが搭載され、後のスターリン戦車の形状が完成した。また、トランスミッションは更に改良され、信頼性と量産性が向上した。しかし、IS-85として正式採用はされたものの量産開始に手間取ったため、繋ぎとしてこの戦車の砲塔をKV-1Sの改造型に搭載したKV-85が先行して量産された。
問題点を解決したIS-85改めIS-1は1943年10月から翌年1月にかけ107両が生産されたが、中戦車であるT-34-85の量産開始と、85mm砲ではティーガーの8.8cm砲の射程外からその装甲を撃ち抜くのは不可能であるという攻撃力不足が判明したことから、生産開始わずか15日で火力の更なる増強が決定された。対戦車用としてより強力な100mm戦車砲S-34を搭載するIS-100もテストされたが、全くの新型であり補給の問題から従来の野砲弾を流用できる122mm砲A-19が採用され、これは量産型で戦車用に改良されたD-25Tとなった。これはIS-122、改め機密保持（名前から砲の口径がわかってしまう）のためIS-2として量産に入った（IS-2は122ｍｍ砲を搭載し、85ｍｍ砲搭載のIS-1より大幅に攻撃力を向上させたものの、車内は狭くなり居住性が悪化し、搭載できる弾薬が28発に激減したことは不評であったため、新型の85mm戦車砲ZiS-S-53に換装された試作車オブイェークト244も作られたが、採用はされなかった。）。
ドイツ人はJS（ヨットエス）-122と呼んでおり、ティーガー戦車のエースであるオットー・カリウスが戦後のインタビューでこう呼んでいることから、戦中通しての呼び名ではないかと思われる。
IS-1はKV-85同様に親衛重戦車連隊に実戦配備された。この部隊では、乗員が戦車1両につき将校2名（戦車長と操縦手）、下士官2名（装填手と砲手）と階級が高かったが、多くは実戦部隊からではなく戦車学校から直接送りこまれてきた。そのためか、1944年2月、第13親衛戦車連隊のIS-1 17両はウクライナのリスヤンカ村において味方部隊の攻撃支援中、V号戦車パンターおよびIV号戦車と突撃砲の3両の待ち伏せを受け、距離600-700mからの集中砲火で壊滅した（にもかかわらず、翌日、村は赤軍により解放された）。また、翌月、同部隊のIS-1は至近距離から2.8cm sPzB41（ゲルリッヒ砲）に鋳造製の車体前方下部装甲を撃ち抜かれてしまった（後にこの部分には予備履帯が補助装甲として装備されるようになった）。そして、対戦車砲やティーガー戦車との戦闘で大きな損害を出し、代わりにIS-2が配備されていった。
なお、1980年代初め頃まで西側の研究者にはIS-2・43年型がIS-1、44年型がIS-2と思われており、85mm砲搭載型は100mm砲型同様に数両の試作のみに終わったと考えられていたが、スティーヴン・ザロガの研究により改められた（この時44年型はIS-2mと呼ばれたが、後にソ連ではそう呼ばれていないことも判明する。もちろん、戦後改修型のIS-2Mとは別物である）。また、その後もIS-1は試作どまりであり、すぐIS-2に生産が移行したとされ実戦参加は無いと思われていたり、主砲を換装してIS-2に改造されたと思われていたが、ソビエト連邦の崩壊以降流出した資料により、様々な事実や戦歴が明らかになった。

## 登場作品

### ゲーム
『War Thunder』
ソ連重戦車ツリーにて開発可能。
『World of Tanks』
ソ連、中国重戦車として本車を開発可能。IS-2相当に改造できる。